# قله میانی یکم توده‌کوه آناپورنا
قله میانی یکم توده‌کوه آناپورنا (به لاتین: Annapurna I Middle Peak) یک قله در نپال است که در توده‌کوه آناپورنا واقع شده‌است.